# Paraclupeidae
Die Paraclupeidae (= Ellimmichthyidae) sind eine ausgestorbene Fischfamilie, die mit den Heringsartigen (Clupeiformes) verwandt ist und von der Unterkreide bis zum mittleren Eozän im Meer und in Süßgewässern vorkam.

## Merkmale
Die Paraclupeidae hatte teilweise einen sehr tiefen Körper mit ausgeprägter Bauchregion, ähnlich wie die rezenten Beilfische. Ihr Seitenlinienorgan war vollständig, die Bauchflossen standen vor der Rückenflosse. Die Fische hatten zwei Supramaxillarknochen im Oberkiefer (Maxilla). Die Zähne auf dem Parasphenoid standen ähnlich wie bei Osteoglossum.

## Systematik
Es sind neun Gattungen bekannt, die in fünf Unterfamilien unterteilt werden:
- Unterfamilie Scutatospinosinae
  - Kwangoclupea
  - Scutatospinosa
- Unterfamilie Thorectichthyinae
  - Thorectichthys
- Unterfamilie Ellimminae
  - Ellimma
- Unterfamilie Ellimmichthyinae
  - Ellimmichthys Jordan, 1919
  - Eoellimmichthys Marramà, Bannikov, Kriwet & Carnevale, 2019
  - Rhombichthys
- Unterfamilie Paraclupeinae
  - Paraclupea
  - Tycheroichthys
  - Triplomystus Forey et al. 2003